# Nokia 1
Nokia 1 (заводской индекс TA-1047) — смартфон, выпускаемый под брендом Nokia финской компанией HMD Global. Является самым дешёвым и простым Android-смартфоном, выпущенным этой компанией, и единственным её устройством на базе Android Go. Представлен в феврале 2018 года на выставке MWC 2018 в Барселоне.
Смартфон поступил в продажу по цене 69 евро в ЕС и 5990 рублей в России, в связи с чем ряд источников отмечали его завышенную стоимость по сравнению с конкурентами из Китая.

## Описание
Смартфон Nokia 1 представляет собой устройство в пластиковом корпусе со съёмной задней крышкой и сменным аккумулятором, что на момент выпуска этого устройства было относительной редкостью. Выпускается в тёмно-синем и оранжевом цветах, однако отдельно продаются сменные задние панели и других цветов. Качество сборки корпуса и его внешний вид положительно оцениваются экспертами, фиксируется заметное отличие дизайна Nokia 1 от большинства недорогих смартфонов других марок.
По техническим характеристикам относится к низкому ценовому сегменту. Оснащается процессором МТ6739М, производительность которого невысока — фактически это наименее мощный из всех 64-битных ARM-процессоров, доступных в 2018 году. Объём оперативной памяти крайне мал — всего 1 ГБ. Экран имеет невысокое, но приемлемое для такой диагонали разрешение 854х480 пикселей. Качество экрана критикуется, отмечается не только низкое разрешение, но и недостаточная яркость. Чтобы экран казался ярче, его искусственным образом высветлили, а также завысили цветовую температуру, поэтому белый цвет всегда отдаёт синевой.
Nokia 1 оснащён 5-Мп задней и 2-Мп фронтальной камерами. Качество фотосъёмки неудовлетворительное. Положительные свойства задней камеры — хорошо работающая автонастройка, быстрая фокусировка, что нехарактерно для многих других смартфонов того же ценового сегмента, и удобное приложение камеры.
Особенность Nokia 1 — его программное обеспечение, а именно ОС Android 8.1 в редакции Android Go. Этот дистрибутив Android предназначен специально для недорогих и маломощных устройств, он отличается сниженными требованиями к производительности процессора и уменьшенным объёмом. В магазине приложений Google Play предлагается установить облегчённые версии (Go Edition) ряда популярных приложений.

## Характеристики
- Экран: 4,5", IPS, 854x480
- Процессор: четырёхъядерный MediaTek MT6737M, 1,1 ГГц
- Графический ускоритель: Mali T720MP1
- Операционная система: Android 8.1 Oreo Go Edition
- Оперативная память: 1 ГБ
- Встроенная память: 8 ГБ
- Поддержка карт памяти: microSD до 128 ГБ (отдельный слот)
- Связь: GSM 850/900/1800/1900 МГц || UMTS 850/900/1900/2100 МГц || LTE: 3, 7, 8, 20
- SIM: 2х nano-SIM
- Интерфейсы: Bluetooth 4.2, Wi-Fi 802.11 b/g/n, micro-USB, FM-радио
- Навигация: GPS, ГЛОНАСС
- Камеры: основная — 5 Мп (вспышка, автофокус), фронтальная — 2 Мп
- Датчики: освещённости, приближения, акселерометр, гироскоп
- Аккумулятор: 2150 мАч, съёмный
- Габариты: 133,6х67,7х9,5 мм
- Масса: 133 грамма